# Vitali Daraselia
Vitali Koechinovitsj Daraselia (Georgisch: ვიტალი დარასელია; Russisch: Виталий Кухинович Дараселия) (Otsjamtsjire, 9 oktober 1957 – 13 december 1982) was een Sovjet voetballer. Hij begon zijn carrière in 1974 bij Amirani Otsjamtsjire en maakte in 1978 deel uit van het voetbalelftal van de Sovjet-Unie. Daraselia overleed op 25-jarige leeftijd aan de gevolgen van een verkeersongeval.
1 Dasajev ·
2 Soelakvelidze ·
3 Tsjivadze  ·
4 Chidijatoellin ·
5 Baltatsja ·
6 Demjanenko ·
7 Sjengelia ·
8 Bezsonov ·
9 Gavrilov ·
10 Hovhannesjan ·
11 Blochin ·
12 Bal ·
13 Daraselia · 
14 Borowski ·
15 Andrejev ·
16 Rodionov ·
17 Boerjak ·
18 Soesloparov ·
19 Jevtoesjenko ·
20 Romantsev ·
21 Viktor Tsjanov ·
22 Vjatsjeslav Tsjanov ·
Coach: Beskov